# 6156 Dall
6156 Dall (1991 AF1) là một tiểu hành tinh vành đai chính được phát hiện ngày 12 tháng 1 năm 1991 bởi Manning, B. G. W. ở Stakenbridge.